# アラゴネーゼ城
アラゴネーゼ城(イタリア語: Castello Aragonese)、もしくはアラゴン城は、ナポリ湾の北端にあるイスキア島（フレグレエ諸島の1つ）の隣りにある中世の城、もしくは要塞である。 城は、土手道（ポンテアラゴネーゼ）でイスキア島につながる火山岩の小島に立っている。
城は紀元前474年にシュラクサイのヒエロン1世によって建てられた。同時に、敵艦隊の動きを牽制するために2つの塔が建設された。
その後、岩はパルテノペア人（ナポリの古代の住民）によって占領された。紀元前326年、要塞はローマ人に占領され、次にパルテノペア人に占領された。1441年、アラゴンのアルフォンソ5世は、以前の木製の橋の代わりに石の橋で岩を島に接続し、海賊の襲撃から住民を守るために壁を強化した。
1700年頃には、クララ会修道院、バシリウス派の僧侶の修道院（ギリシャ正教会）、司教とセミナー、軍の駐屯地を持つ王子など、約2000家族が島に住んでいた。教会も大小合わせて13もあった。1809年、イギリス軍は島を包囲し、その後フランスの指揮下に置き、砲撃してほぼ完全に破壊した。1912年、城は個人所有者に売却された。今日、城は島で最も観光客がよく訪れる場所となっている。
城には、光が入る大きな開口部のあるトンネルを通って入っていく。トンネルに沿って、島の守護聖人であるジョン・ジョセフ・オブ・ザ・クロス（イタリア語：サン・ジョヴァン・ジュゼッペ・デッラ・クローチェ）に奉献された小さな礼拝堂がある。城の外には、イマコラータ教会とアスンタ大聖堂がある。1つ目は、1737年に聖フランシスに捧げられた小さな礼拝堂の場所に建てられ、1806年に修道院が制圧され、クララ会の修道院が閉鎖された後、閉鎖された。
この城は、2019年の映画「メン・イン・ブラック:インターナショナル」でリザの「要塞化された要塞」として使用された。また、画家アルノルト・ベックリンの「死の島」の発想のヒントになったことでも知られている。